# Transit (satellite)

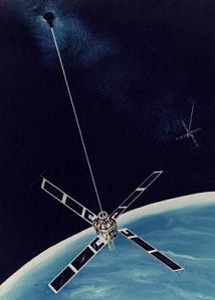
Un satellite Transit

Transit è una flotta di satelliti statunitensi (chiamati anche Oscar o Nova) costruiti dalla U.S. Navy per consentire a navi e sommergibili di determinare la propria posizione in mare in qualsiasi condizione meteorologica.
Il primo satellite Transit, il Transit 1A, venne lanciato il 17 settembre 1959 con un razzo vettore Thor-Able, ma non raggiunse la sua orbita di destinazione per la mancata accensione del terzo stadio del razzo vettore. Il primo test con successo vide quindi la luce nel 1960 quando il primo satellite, sviluppato su studi della Johns Hopkins University, raggiunse la sua orbita polare ad una altezza di 1.100 km.
A partire dal luglio 1967 il sistema di navigazione basato su tali satelliti fu reso disponibile all'uso civile. Tale sistema, denominato Navy Navigation Satellite System (NNSS) è costituito da un gruppo di 6 satelliti identici posti in orbite diverse.
Il sistema Transit venne reso obsoleto dall'introduzione del Global Positioning System e cessò il servizio di posizionamento nel 1996.
Da allora i satelliti sono mantenuti in uso come 'mailboxes' spaziali e per il Navy's Ionospheric Monitoring System.
Si noti che questi satelliti OSCAR, non sono gli stessi della serie di satelliti OSCAR, destinati all'uso radioamatoriale satellitare.